# Электромот
Электромот (троллейбус из Германии, Electromote) — первое в мире электрическое транспортное средство, получавшее питание от контактной сети, прародитель троллейбуса. Он был представлен общественности 29 апреля 1882 изобретателем доктором Вернером фон Сименсом в Халензее, пригороде Берлина, Германия. Первая троллейбусная линия протяжённостью 540 м (591 ярд) действовала с 29 апреля по 13 июня 1882 года. Маршрут начинался от станции Берлин-Халензее, шёл к Штрассе 5 (ныне Йоахим-Фридрих-Штрассе) и Штрассе 13 (нынешняя Йохан-Георг-Штрассе), пересекая Курфюрстендамм на Курфюрстенплац.
Electromote, построенный компанией Siemens & Halske AG, представлял собой четырёхколёсную повозку с приводом на задние колёса от двух электромоторов мощностью 2,2 киловатта через цепную передачу. Троллейбус получал питание от контактной сети постоянного тока напряжением 550 вольт при помощи гибкого кабеля, тянущего небольшую восьмиколёсную тележку («Kontaktwagen»), катившуюся по контактным проводам.
Это экспериментальное транспортное средство уже соответствовало всем техническим критериям типичного троллейбуса. По окончании испытаний 13 июня 1882 года линия была закрыта, а 20 июня демонтирована.